# Джо Кид
„Джо Кид“ (на английски: Joe Kidd) е американски пълнометражен игрален филм уестърн от 1972 година, режисиран от Джон Стърджис. В лентата участват актьорите Клинт Истууд и Робърт Дювал.

## Сюжет
Внимание:  Текстът по-долу разкрива сюжета на произведението (или части от него)!
В град Синола в Ню Мексико в началото на 1900 г. Джо Кид, недоволен бивш ловец на глави, е в затвора за лов на индианска земя и нарушаване на мира. Мексиканският бандит/революционер Луис Чама организира селски бунт срещу местните земевладелци, които изхвърлят бедните от земите на техните предци. Чама нахлува в съда и изгаря документите, чрез които са придобити земи от земевладелците. Богатият земевладелец Франк Харлан сформира отряд, за да залови Чама. Джо Кид е поканен да се присъедини, но той отказва. Харлан упорства и Кид се съгласява, след когато научава, че групата на Чама е нахлула в ранчото му и е нападнала един от работниците му. Отрядът е съставен от множество безмилостни мъже, някои от тях въоръжени с модерни оръжия, които имат много по-голям обсег.
Отрядът достига до село, което е близо до скривалището на Чама, обезоръжават селяните и ги принуждават да влязат в църквата. Те заплашват на определено време да убиват по петима мексикански заложници, докато Чама не се предаде. Харлан вече не вярва на Кид и го обезоръжава и го вкарва в църквата. Кид успява дръзко да избяга. Той спасява заложниците, като намира Чама и неговите съратници в планината и ги принуждава да се съобразят с желанията му. Кид уведомява Харлан и отряда, че ще предаде Чама на шериф Мичъл в града. 
Когато Кид и плененият Чама пристигат в града, те откриват, че Харлан вече е там с останалите оцелели от групата му и планира да ги убие. За да стигне до затвора, Кид се качва на влак, който отклонява и преминава през салона на града. Следва престрелка между Кид и хората на Харлан. Кид триумфира над останалите мъже и успява да убие Харлан в сградата на съда, като се крие в стола на съдията. След престрелката, Чама се предава на шерифа. Кид удря шерифа (защото шерифът го е ударил по време на бракониерския арест), прибира нещата си и напуска града с Хелън.

## В ролите
| Изпълнител      | Роля            |
| --------------- | --------------- |
| Клинт Истууд    | Джоузеф Джо Кид |
| Робърт Дювал    | Франк Харлан    |
| Джон Саксън     | Луис Чама       |
| Дон Страуд      | Ламар Симс      |
| Стела Гарсия    | Хелън Санчес    |
| Джеймс Уейнрайт | Олин Минго      |
| Пол Косло       | Рой Ганън       |
| Грегъри Уолкът  | шериф Боб Мичъл |
| Дик Ван Патен   | хотелиер        |
| Лин Марта       | Елма            |